# Divinolândia de Minas
Divinolândia de Minas este un oraș în Minas Gerais (MG), Brazilia.